# روبرتو موزو
روبرتو موزو (Roberto Mouzo) (8 فبراير 1953 - ) لاعب كرة قدم أرجنتيني سابق لعب مع بوكا جونيورز ومع منتخب الأرجنتين لكرة القدم.
يعتبر موزو هو الأكثر ظهوراً في مباريات السوبر كلاسيكو برصيد 29 مباراة.

## الإنجازات

### بوكا جونيورز
- الدوري الأرجنتيني (3): 1976، 1976، 1981.
- كوبا ليبرتادوريس (2): 1977، 1978.
- كأس الإنتركونتيننتال (1): 1977.

## وصلات خارجية
- روبرتو موزو على موقع الاتحاد الأوربي (الإنجليزية)
- روبرتو موزو على موقع قاعدة بيانات كرة القدم.إي يو (الإنجليزية)
- روبرتو موزو على موقع ناشيونال فوتبول تيمز (الإنجليزية)
- روبرتو موزو على موقع Soccerway.com (الإنجليزية)
- روبرتو موزو على موقع عالم كرة القدم.نت (الإنجليزية)